# 앤드루 멜빌

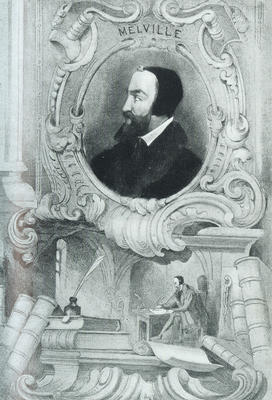
앤드류 멜빌

앤드루 멜빌(스코트어: Andrew Melville, 1545년 8월 1일 ~ 1622년)은 스코틀랜드 왕국 출신의 신학자, 종교 개혁가이다.
멜빌은 스코틀랜드와 세계 전역의 장로회주의의 창시자로서 감독제의 모든 형태에 반대했고, 스코틀랜드 장로교회에 장로회주의 조직의 기초를 놓았다. 또한 멜빌은 스코틀랜드 학계에 프랑스의 인문주의자이자 논리학자인 피에르 드 라뮈의 사상들을 소개하였다.
존 녹스의 후계자로 스코틀랜드 제2치리서를 1578년에 작성함으로 장로교회 발전에 기여하였다.

## 생애
스코틀랜드 앵거스 지역의 몬트로즈에서 태어나 프랑스 북부지역과 스위스 제네바에도 유학을 갔다.
그는 귀족의 아들로 4세에 고아가 되어, 형에 의해 길러졌으며, 14세때 세인트앤드루스 대학교에 입학하였다.
스코틀랜드 제 1치리서의 공동저자인 더글라스와 교제하였다.
1572년 멜빌은 테오도르 드 베즈에게서 신학수업을 들었다.
1574년 7월에 귀국하였다.